# The Ringer (película de 2005)
The Ringer (El Impostor en España  y  El Farsante en Argentina) es una película estadounidense estrenada en Estados Unidos el 23 de diciembre de 2005.

## Reparto
- Johnny Knoxville como Steve Barker/Jeffy Dahmor (Jeffy Torper en español).
- Brian Cox como Gary Barker.
- Katherine Heigl como Lynn Sheridan.
- Zen Gesner como David Patrick.
- Jed Rees como Glen.
- Bill Chott como Thomas.
- Leonard Flowers como Jimmy.
- Luis Avalos como Stavi.
- Leonard Earl Howze como Mark.
- Edward Barbanell como Billy.
- Geoffrey Arend como Winston.

### Cameos
La película cuenta con más de 150 personas con síndrome de Down en papeles secundarios y cameos.

## Soundtrack
- "We Got to Get You a Woman" de Todd Rundgren.
- "Ton of Shame" de Randy Weeks.
- "Mr. Sandman" de Pat Ballard.
- "Sweet Ride" de Gustaf Norén y Björn Dixgård.
- "Wink and a Nod" de Tom Wolfe.
- "Merlot" de Tom Wolfe.
- "Real Thing" de Tom Wolfe.
- "Main Title" de Elmer Bernstein.
- "Calvera" de Elmer Bernstein.
- "Hot Sugar" de Sammy James Jr y Graham Tyler.
- "Girls Gone Wild" de Karlyton Clanton, Rochad Holiday y Chris Reese.
- "If She Wants Me" de Sarah Martin, Stuart Murdoch, Richard Colburn, Mick Cooke, Christopher Geddes, Stevie Jackson y Bob Kildea.
- "Piano Man" de Billy Joel.
- "My Cherie Amour" de Stevie Wonder, Sylvia Moy y Henry Cosby.
- "Kellerman's Anthem" de Michael Goldman.
- "Fox Sports Network College Basketball Theme 2001" de Christopher Brady.
- "September" de Allee Willis, Al McKay y Maurice White.
- "Pretty Girls" de The Kids Of Widney High.
- "You Are Everything" de Linda Creed y Thom Bell.
- "Respect"- de The Kids Of Widney High.